# Alex Borell och rasisterna
Alex Borell och rasisterna är en roman av Mats Larsson från 1993.

## Handling
Boken handlar om fotografen Alex Borell vars flickvän blir nedslagen och för att hämnas slåss han mot rasister. Han klär bland annat ut sig till tjej och misshandlar ett skinhead. Borells kamera blir sönderslagen av skinhead. Han låtsas dö för att de ska hitta en man som blivit dödad. Han som dog sålde vapen. 